# Flachkäfer

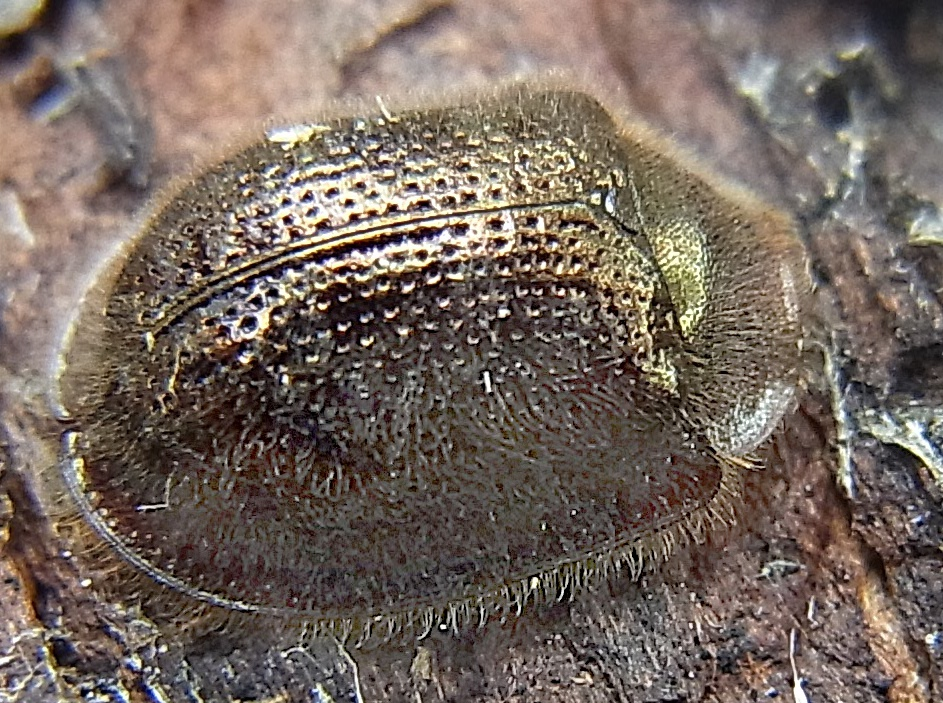
Kleinkopf-Flachkäfer (Thymalus limbatus)

Die Flachkäfer (Peltinae) sind eine Unterfamilie der Jagdkäfer (Trogossitidae).

## Merkmale
Die Vertreter der Flachkäfer sind, wie der Name bereits andeutet, extrem abgeplattet. Dies gilt jedoch nicht für alle Arten, beispielsweise den Kleinkopf-Flachkäfer. Die Käfer erreichen Körperlängen von 1,9 bis 19 Millimeter. Auffällig sind der breite Halsschild (doppelt so breit wie der Kopf) und die breiten Flügeldecken (Elytren). Die Antennen sind 11-gliedrig und enden in einer aus drei Gliedern bestehenden Endkeule.

## Lebensweise
Die Flachkäfer leben vor allem unter verpilzter Rinde an Nadelbäumen, seltener auch an Laubbäumen. Gelegentlich findet man sie auch in morschem Holz. Sie ernähren sich von Pilzfäden und faulenden Holzresten.

## Systematik
Die Flachkäfer wurden ursprünglich als eigene Familie angesehen, später aber als Unterfamilie zu den Jagdkäfern gestellt. In Europa kommen zehn Arten vor, die in sieben Gattungen unterteilt werden.

### Gattung Ancyrona
- Ancyrona japonica (Reitter, 1889)

### Gattung Calitys
- Calytis scabra (Thunberg, 1784)

### Gattung Grynocharis
- Schwarzer Breithals-Flachkäfer (Grynocharis oblonga) (Linnaeus, 1758)
- Grynocharis pubescens (Erichson, 1844)

### Gattung Lophocateres
- Siamesischer Flachkäfer (Lophocateres pusillus) (Klug, 1832). eingeschleppt aus Südostasien, heute kosmopolitisch. In Getreidelagern.

### Gattung Peltis
- Peltis grossa (Linnaeus, 1758)
- Rotrandiger Flachkäfer (Peltis ferruginea, syn. Ostoma ferruginea) (Linnaeus, 1758)

### Gattung Thymalus
- Thymalus aubei Léveillé, 1877
- Kleinkopf-Flachkäfer (Thymalus limbatus) (Fabricius, 1787)
- Thymalus subtilis Reitter, 1889